# Patience (Take That)
Patience is een single van Take That. Het is afkomstig van hun album Beautiful world. Zowel single als album waren de eerste muzikale tekenen van leven van een muziekgroep die tien jaar niets van zich liet horen. Kenmerkend voor het lied is de hoge zangstem van Gary Barlow. De single kreeg een ware zegetocht over Europa met een eerste plaats in de hitparades in diverse landen. De videoclip is opgenomen op IJsland, de heren lopen er elk met hun microfoonstandaard. In Engeland haalde het vier weken een eerste plaats in 39 weken. In 2008 kwam het plaatje nog voor een week terug. In Nederland en België was de ontvangst minder enthousiast.

## Hitnoteringen

### Nederlandse Top 40
| Hitnotering: 02-12-2006 t/m 03-02-2007 | Hitnotering: 02-12-2006 t/m 03-02-2007 | Hitnotering: 02-12-2006 t/m 03-02-2007 | Hitnotering: 02-12-2006 t/m 03-02-2007 | Hitnotering: 02-12-2006 t/m 03-02-2007 | Hitnotering: 02-12-2006 t/m 03-02-2007 | Hitnotering: 02-12-2006 t/m 03-02-2007 | Hitnotering: 02-12-2006 t/m 03-02-2007 | Hitnotering: 02-12-2006 t/m 03-02-2007 | Hitnotering: 02-12-2006 t/m 03-02-2007 | Hitnotering: 02-12-2006 t/m 03-02-2007 | Hitnotering: 02-12-2006 t/m 03-02-2007 |
| Week:                                  | 1                                      | 2                                      | 3                                      | 4                                      | 5                                      | 6                                      | 7                                      | 8                                      | 9                                      | 10                                     |                                        |
| -------------------------------------- | -------------------------------------- | -------------------------------------- | -------------------------------------- | -------------------------------------- | -------------------------------------- | -------------------------------------- | -------------------------------------- | -------------------------------------- | -------------------------------------- | -------------------------------------- | -------------------------------------- |
| Positie:                               | 34                                     | 33                                     | 24                                     | 20                                     | 36                                     | 25                                     | 18                                     | 22                                     | 24                                     | 32                                     | uit                                    |

### NederlandseSingle Top 100
| Hitnotering: 25-11-2006 t/m 07-04-2007 | Hitnotering: 25-11-2006 t/m 07-04-2007 | Hitnotering: 25-11-2006 t/m 07-04-2007 | Hitnotering: 25-11-2006 t/m 07-04-2007 | Hitnotering: 25-11-2006 t/m 07-04-2007 | Hitnotering: 25-11-2006 t/m 07-04-2007 | Hitnotering: 25-11-2006 t/m 07-04-2007 | Hitnotering: 25-11-2006 t/m 07-04-2007 | Hitnotering: 25-11-2006 t/m 07-04-2007 | Hitnotering: 25-11-2006 t/m 07-04-2007 | Hitnotering: 25-11-2006 t/m 07-04-2007 | Hitnotering: 25-11-2006 t/m 07-04-2007 | Hitnotering: 25-11-2006 t/m 07-04-2007 | Hitnotering: 25-11-2006 t/m 07-04-2007 | Hitnotering: 25-11-2006 t/m 07-04-2007 | Hitnotering: 25-11-2006 t/m 07-04-2007 | Hitnotering: 25-11-2006 t/m 07-04-2007 | Hitnotering: 25-11-2006 t/m 07-04-2007 | Hitnotering: 25-11-2006 t/m 07-04-2007 | Hitnotering: 25-11-2006 t/m 07-04-2007 | Hitnotering: 25-11-2006 t/m 07-04-2007 | Hitnotering: 25-11-2006 t/m 07-04-2007 |
| Week:                                  | 1                                      | 2                                      | 3                                      | 4                                      | 5                                      | 6                                      | 7                                      | 8                                      | 9                                      | 10                                     | 11                                     | 12                                     | 13                                     | 14                                     | 15                                     | 16                                     | 17                                     | 18                                     | 19                                     | 20                                     |                                        |
| -------------------------------------- | -------------------------------------- | -------------------------------------- | -------------------------------------- | -------------------------------------- | -------------------------------------- | -------------------------------------- | -------------------------------------- | -------------------------------------- | -------------------------------------- | -------------------------------------- | -------------------------------------- | -------------------------------------- | -------------------------------------- | -------------------------------------- | -------------------------------------- | -------------------------------------- | -------------------------------------- | -------------------------------------- | -------------------------------------- | -------------------------------------- | -------------------------------------- |
| Positie:                               | 36                                     | 31                                     | 20                                     | 12                                     | 21                                     | 25                                     | 17                                     | 17                                     | 19                                     | 21                                     | 26                                     | 29                                     | 41                                     | 43                                     | 26                                     | 27                                     | 37                                     | 51                                     | 47                                     | 84                                     | uit                                    |

### VlaamseUltratop 50
| Hitnotering: 09-12-2006 t/m 17-03-2007 | Hitnotering: 09-12-2006 t/m 17-03-2007 | Hitnotering: 09-12-2006 t/m 17-03-2007 | Hitnotering: 09-12-2006 t/m 17-03-2007 | Hitnotering: 09-12-2006 t/m 17-03-2007 | Hitnotering: 09-12-2006 t/m 17-03-2007 | Hitnotering: 09-12-2006 t/m 17-03-2007 | Hitnotering: 09-12-2006 t/m 17-03-2007 | Hitnotering: 09-12-2006 t/m 17-03-2007 | Hitnotering: 09-12-2006 t/m 17-03-2007 | Hitnotering: 09-12-2006 t/m 17-03-2007 | Hitnotering: 09-12-2006 t/m 17-03-2007 | Hitnotering: 09-12-2006 t/m 17-03-2007 | Hitnotering: 09-12-2006 t/m 17-03-2007 | Hitnotering: 09-12-2006 t/m 17-03-2007 | Hitnotering: 09-12-2006 t/m 17-03-2007 | Hitnotering: 09-12-2006 t/m 17-03-2007 |
| Week:                                  | 1                                      | 2                                      | 3                                      | 4                                      | 5                                      | 6                                      | 7                                      | 8                                      | 9                                      | 10                                     | 11                                     | 12                                     | 13                                     | 14                                     | 15                                     |                                        |
| -------------------------------------- | -------------------------------------- | -------------------------------------- | -------------------------------------- | -------------------------------------- | -------------------------------------- | -------------------------------------- | -------------------------------------- | -------------------------------------- | -------------------------------------- | -------------------------------------- | -------------------------------------- | -------------------------------------- | -------------------------------------- | -------------------------------------- | -------------------------------------- | -------------------------------------- |
| Positie:                               | 31                                     | 26                                     | 24                                     | 27                                     | 27                                     | 24                                     | 26                                     | 26                                     | 30                                     | 26                                     | 24                                     | 28                                     | 26                                     | 33                                     | 45                                     | uit                                    |

### VlaamseRadio 2 Top 30
| Hitnotering: 09-12-2006 t/m 10-03-2007 | Hitnotering: 09-12-2006 t/m 10-03-2007 | Hitnotering: 09-12-2006 t/m 10-03-2007 | Hitnotering: 09-12-2006 t/m 10-03-2007 | Hitnotering: 09-12-2006 t/m 10-03-2007 | Hitnotering: 09-12-2006 t/m 10-03-2007 | Hitnotering: 09-12-2006 t/m 10-03-2007 | Hitnotering: 09-12-2006 t/m 10-03-2007 | Hitnotering: 09-12-2006 t/m 10-03-2007 | Hitnotering: 09-12-2006 t/m 10-03-2007 | Hitnotering: 09-12-2006 t/m 10-03-2007 | Hitnotering: 09-12-2006 t/m 10-03-2007 | Hitnotering: 09-12-2006 t/m 10-03-2007 | Hitnotering: 09-12-2006 t/m 10-03-2007 | Hitnotering: 09-12-2006 t/m 10-03-2007 | Hitnotering: 09-12-2006 t/m 10-03-2007 |
| Week:                                  | 1                                      | 2                                      | 3                                      | 4                                      | 5                                      | 6                                      | 7                                      | 8                                      | 9                                      | 10                                     | 11                                     | 12                                     | 13                                     | 14                                     |                                        |
| -------------------------------------- | -------------------------------------- | -------------------------------------- | -------------------------------------- | -------------------------------------- | -------------------------------------- | -------------------------------------- | -------------------------------------- | -------------------------------------- | -------------------------------------- | -------------------------------------- | -------------------------------------- | -------------------------------------- | -------------------------------------- | -------------------------------------- | -------------------------------------- |
| Positie:                               | 22                                     | 14                                     | 14                                     | 20                                     | 12                                     | 10                                     | 12                                     | 13                                     | 11                                     | 17                                     | 18                                     | 14                                     | 10                                     | 23                                     | uit                                    |

### NPO Radio 2 Top 2000
Patience stond alleen in 2010 in de NPO Radio 2 Top 2000, op plek 1989.